# ایالت ایمو
ایالت ایمو (به لاتین: Imo (state)) یک ایالت در نیجریه است که ۵٬۵۳۰ کیلومترمربع مساحت و ۳٬۹۳۴٬۸۹۹ نفر جمعیت دارد.